# ARM Durango (PO-151)
El ARM Durango (PO-151) es un buque patrullero oceánico de la Clase Durango de la Armada de México con una torreta principal de 4 pulgadas Helipad y hangar para helicópteros, actualmente se utiliza principalmente para la lucha contra los cárteles de drogas. Esta también armado con misiles 9K38 Igla. Al igual que otros buques de esta clase, fue diseñado y construido en los astilleros de México, y se refiere a veces como una fragata compacta. Fue nombrado por el estado mexicano de Durango

## Interceptación de drogas
El 6 de diciembre de 2009 el ARM Durango, en una operación conjunta con un guardacostas de los Estados Unidos, interceptó 4 barcos a 55 millas náuticas de la frontera de Guatemala con México. Se confiscaron 20 paquetes de cocaína con un peso total de 262 kilos y 9 hombres fueron detenidos.